# Сняданко Наталя Володимирівна
Наталя Володимирівна Сняданко (Ната́лка Сняда́нко; нар. 20 травня 1973, Львів) — українська письменниця, перекладачка, журналістка.

## Життєпис
Народилася у 1973 році у Львові. За освітою — філологиня, закінчила Львівський та Фрайбурзький університети, за фахом — журналістка і перекладачка з польської, німецької та російської.
У студентські роки належала до жіночого літературного угруповання ММЮННА ТУГА (за першими літерами імен: Мар'яна Савка, Маріанна Кіяновська, Юлія Міщенко, Наталка Сняданко, Наталя Томків і Анна Середа; ТУГА — «Товариство усамітнених графоманок»).
Друкується у львівській та київській пресі («Львівська газета», «Суботня пошта», «Дзеркало тижня»), журналах «Профиль-Украина» й «Український тиждень».
Повість Снядянко «Колекція пристрастей, або Пригоди молодої українки» була опублікована у 2004 році в Польщі й одразу ж увійшла до десятки бестселерів. Ця книжка також перекладена і видана російською — «Коллекция страстей» (М.: «Идея-Пресс», 2005).
Російською вийшов роман «Синдром стерильності» під назвою «Агатангел, или Синдром стерильности» (М.: «Флюид», 2008)
У 2013 році видала роман «Фрау Мюллер не налаштована платити більше». Станом на 2016 рік Співпрацює з краудпаблішинговою платформою Komubook як перекладачка.
У 2017 році у «Видавництві Старого Лева» вийшов новий роман Сняданко — «Охайні прописи ерцгерцога Вільгельма», у центрі якого особиста історія одного з найекстравагантніших членів імператорської родини Габсбурґів — Вільгельма, більше відомого в Україні за бойовим псевдонімом Василь Вишиваний.
У 2021 році у «Видавництві Старого Лева» вийде новий роман Сняданко — «Перше слідство імператриці», де оповідь ґрунтується на документальних матеріалах з життя легендарної австрійської імператриці Сіссі. Присутній політичний підтекст і карколомні пригоди.
У червні 2020 року Наталка Сняданко увійшла до довгого списку літературної нагороди Центральної Європи «Ангелус» за книгу «Фрау Мюллер не налаштована платити більше».
Наталка Сняданко — перекладачка з німецької (Франц Кафка, Фрідріх Дюрренматт, Ґюнтер Ґрасс, Юдіт Германн, Стефан Цвайґ), польської (Чеслав Мілош, Збіґнєв Герберт, Ярослав Івашкевич, Ян Бжехва) та російської (Андрій Курков).
Членкиня Українського ПЕН.

## Книги

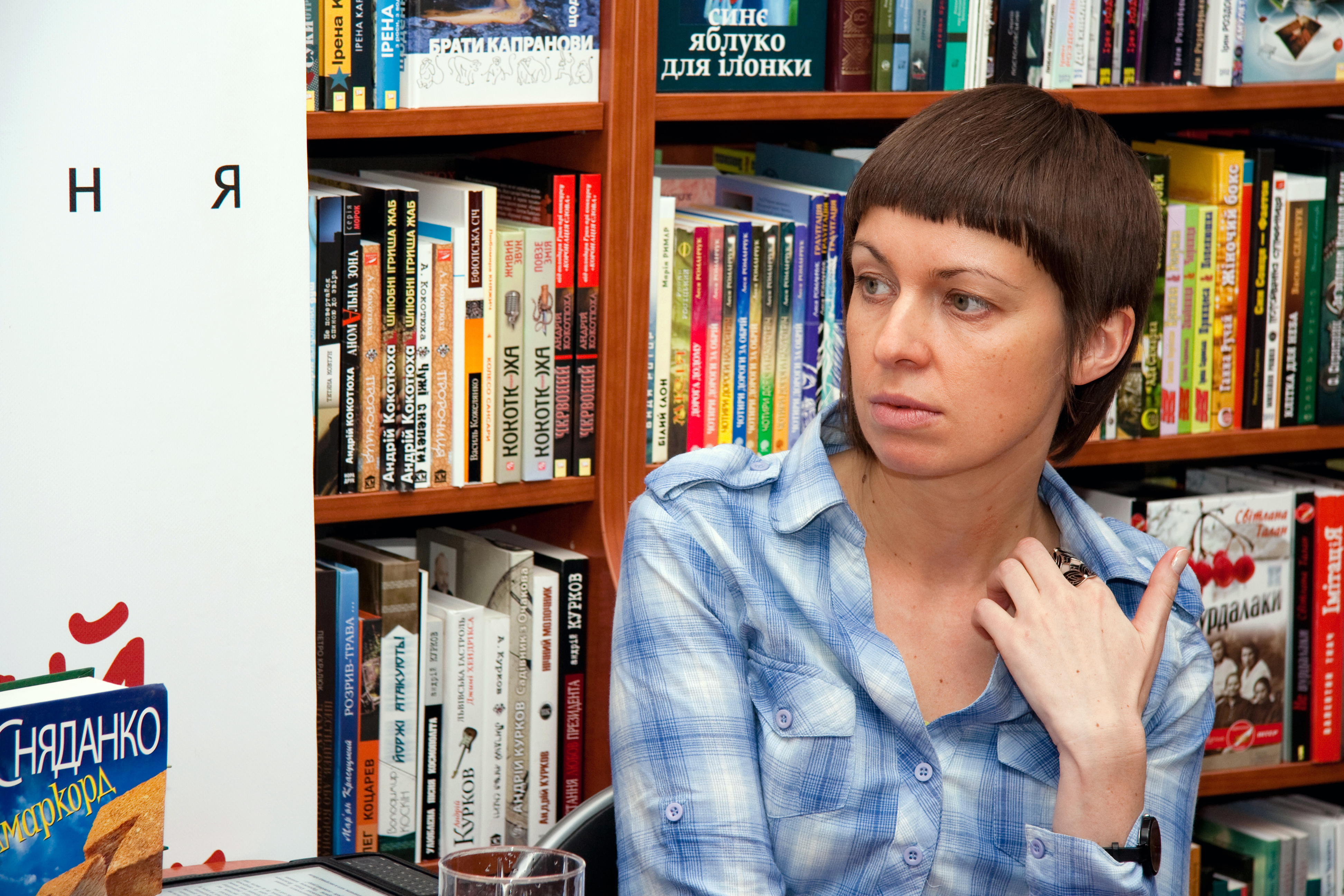
Наталка Сняданко у Вінниці, квітень 2013

- «Колекція пристрастей, або Пригоди молодої українки» (Львів: Піраміда, 2001; Харків: Фоліо, 2004; 2006)
- «Сезонний розпродаж блондинок» (Івано-Франківськ: Лілея-НВ, 2005)
- «Синдром стерильності» (Київ: Нора-Друк, 2006)
- «Чебрець у молоці» (Харків: Фоліо, 2007)
- «Країна поламаних іграшок та інші подорожі» (К: Грані-Т, 2008)
- «Комашина тарзанка» (Харків: Фоліо, 2009)
- «Гербарій коханців» (Харків: Книжковий клуб «Клуб сімейного дозвілля», 2011)
- «Фрау Мюллер не налаштована платити більше» (Харків: Книжковий клуб «Клуб сімейного дозвілля», 2013)
- «Охайні прописи ерцгерцога Вільгельма» (Львів: Видавництво Старого Лева, 2017)
- «Перше слідство імператриці» (Львів: Видавництво Старого Лева, 2021)
- «Убивства в Бурґтеатрі» (Львів: Видавництво Старого Лева, 2024)[7]

## Книги, перекладені іноземними мовами
- «Kolekcja namiętności» (Wolowiec: Czarne, 2004)
- «Коллекция страстей, или Приключения молодой украинки» (Москва: Идея-Пресс, 2005)
- «Sammlung der Leidenschaften» (München: dtv, 2007; Innsbruck: Haymon, 2017)
- «Агатангел, или синдром стерильности» (Москва: Флюид, 2008)
- «Ahatanhel» (Wolowiec: Czarne, 2008)
- «Чабрец в молоке» (Москва: «Новый мир», 2011, № 8-9" [Архівовано 1 вересня 2013 у Wayback Machine.])
- «Sbírka vášní» (Zlín: Kniha Zlín, 2011)
- «Lubczyk na poddaszu» (Wrocław: Biuro Literackie, 2014)
- «Frau Müller hat nicht die Absicht, mehr zu bezahlen» (Innsbruck: Haymon, 2016)
- «Frau Müller nie zamierza płacić więcej» (Lublin : Warsztaty Kultury, 2019)
- «Der Erzherzog, der den Schwarzmarkt regierte, Matrosen liebte und mein Großvater wurde» (Innsbruck: Haymon, 2021)
- «Porządne papiery arcyksięcia Wilhelma» (Warszawa: Państwowy Instytut Wydawniczy, 2022)

## Переклади
- Андрій Курков «Тонка математика пристрасті» (Київ: Роман-газета, 2005)
- Франц Кафка «Замок» (Харків: Фоліо, 2006)
- Фрідріх Дюрренматт «Суддя і його кат» (Харків: Фоліо, 2006)
- Юдіт Германн «Нічого, крім привидів» (Харків: Фоліо, 2007)
- Ґюнтер Ґрасс «Кіт і миша» (Харків: Фоліо, 2008)
- Януш Л. Вишневьский «Коханка» (Харків: Фоліо, 2009)
- Ярослав Івашкевич «Serenite» (підготовано до друку)
- Ян Бжехва «Блоха шахрайка» (підготовано до друку)
- Чеслав Мілош «Абетка» (Харків: Треант, 2010)
- Герта Мюллер «Гойдалка дихання» (Харків: Фоліо, 2011)
- Ельфріде Єлінек «Піаністка» (Харків: Фоліо, 2011)
- Ґюнтер Ґрасс «Моє сторіччя» (Львів: Видавництво Старого Лева, 2017)
- Карл Май « Віннету. I-III» (Львів: Видавництво «Астролябія», 2017-2018)
- Шарлотте Кернер «Світлокопія» (Львів: Видавництво Старого Лева, 2018)
- Урсула Познанскі. «Ереб» (Видавництво «Астролябія», 2019)
- Катажина Ґрохоля «Г'юстоне, у нас проблеми» (Львів: Видавництво Старого Лева, 2020)

## Нагороди
- 2011: лавреатка премії ім. Джозефа Конрада-Коженьовського[8]